# Olavius montebelloensis
Olavius montebelloensis är en ringmaskart som beskrevs av Erséus 1997. Olavius montebelloensis ingår i släktet Olavius och familjen glattmaskar. Inga underarter finns listade i Catalogue of Life.